# John Smith (esploratore)
John Smith (Willoughby, 6 gennaio 1580 – Londra, 21 giugno 1631) è stato un militare, marinaio e scrittore inglese.
È ricordato per il suo ruolo di presidente della colonia della Virginia tra il settembre 1608 e l'agosto 1609, primo insediamento inglese nell'America settentrionale sotto Giacomo I d'Inghilterra con capitale Jamestown, e per la breve collaborazione avuta con la nativa americana Pocahontas durante il conflitto con la Confederazione Powhatan. Nel 1608 pubblicò A True Relation of Such Occurrences and Accidents of Noate as Hath Hapned in Virginia [sic], primo libro in inglese scritto in America. Guidò numerose esplorazioni lungo i fiumi della Virginia e le coste della Baia di Chesapeake.

## Biografia

### Le prime avventure
John Smith fu battezzato il 6 gennaio 1580 a Willoughby nei pressi di Alford nel Lincolnshire, dove i genitori avevano affittato una fattoria da un certo Lord Willoughby. Fu educato alla King Edward VI Grammar School di Louth. Nel 1596, dopo la morte del padre, Smith lasciò casa all'età di 16 anni e andò per mare. Servì come mercenario nell'esercito di re Enrico IV di Francia contro gli Spagnoli, combatté per l'indipendenza dell'Olanda dal re spagnolo Filippo II, viaggiò per il Mediterraneo, lavorando su un mercantile, ed in seguito combatté contro l'Impero ottomano nella cosiddetta lunga guerra (1593-1606). Smith fu promosso capitano di vascello mentre combatteva per gli Asburgo in Ungheria, nella campagna militare di Michele il Coraggioso (1600-1601).
Dopo la morte di Michele il Coraggioso combatté per il principe di Valacchia Radu Şerban contro il voivoda della Moldavia Ieremia Movilă, vassallo ottomano. Smith sconfisse e uccise tre comandanti turchi in tre differenti duelli; per questo motivo fu nominato cavaliere dal principe della Transilvania Sigismund Báthory. Tuttavia, nel 1602, durante un altro duello, fu ferito, catturato e venduto come schiavo. Il suo padrone, un pascià turco di nome Bogall, lo mandò in regalo alla sua amante greca, la quale si invaghì di lui. "Charatza" lo inviò in seguito presso il fratello a Azov, ma, per la crudezza del trattamento, Smith lo uccise. Travestitosi con i vestiti del morto riuscì a riparare in Moscovia e da qui, attraversando Lituania e Polonia, rientrare nel Sacro Romano Impero Germanico. Viaggiò ancora attraverso l'Europa ed il Nord Africa, facendo ritorno in Inghilterra nel 1604.

### Nella colonia della Virginia

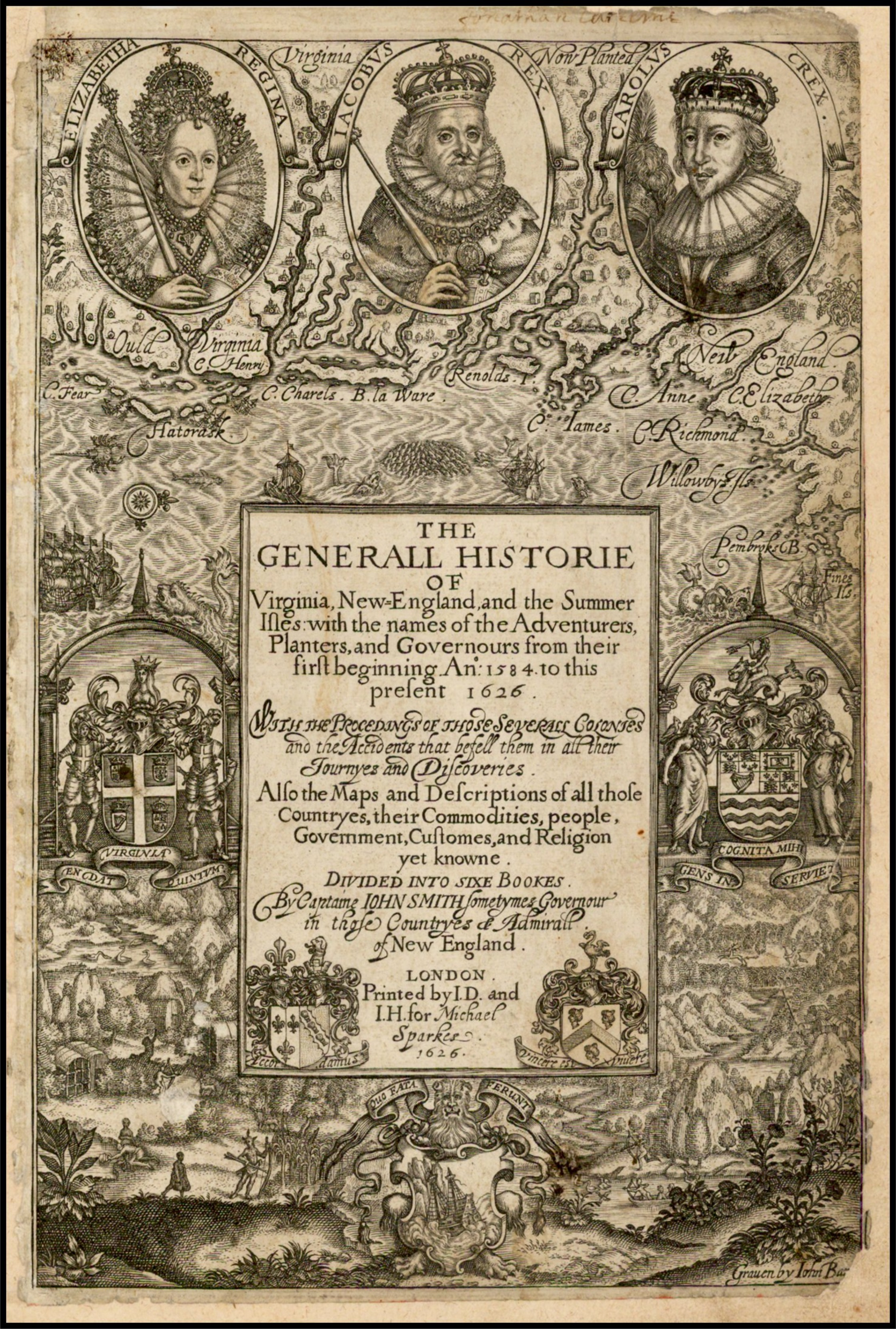
Storia Generale della Virginia, del New-England, e delle Isole Summer, Capitano John Smith

Nel 1606 venne coinvolto nei piani di colonizzazione della Virginia della London Company, che aveva avuto una concessione da Re Giacomo I d'Inghilterra. La spedizione alzò le vele con tre piccole navi, la Discovery, la Susan Constant e la Godspeed, il 20 dicembre 1606. Il suo servitore personale era un ragazzo dodicenne di nome Samuel Collier.
Sembra che durante il viaggio Smith non avesse mantenuto un comportamento consono, tanto da indurre il capitano delle tre navi, un certo Christopher Newport, a prendere la decisione di giustiziarlo una volta arrivati in Virginia. Questi avvenimenti si sono verificati approssimativamente quando la spedizione si fermò nelle isole Canarie per il rifornimento di acqua e le forniture. Smith è stato arrestato per la maggior parte del viaggio. Tuttavia il capitano Newport dovette risparmiarlo poiché gli ordini della compagnia, dissigilati dopo lo sbarco a Capo Henry, designavano Smith come uno dei leader della nuova colonia.
La ricerca di un luogo adatto alla fondazione della colonia durò fino al 14 maggio 1607, quando il capitano Edward Maria Wingfield, presidente del consiglio, scelse il sito di Jamestown. I rigori climatici, la mancanza d'acqua e gli attacchi delle tribù algonchine quasi distrussero la colonia. Nel dicembre del 1607, mentre cercava cibo lungo il Chickahominy River, Smith fu catturato e condotto di fronte al capo dei Powhatan, Wahunsunacock, a Werowocomoco, la capitale della Confederazione Powhatan, situata sulla sponda nord dello York River. Benché temesse per la sua vita, Smith fu alla fine rilasciato senza danni ed in seguito egli attribuì la sua salvezza all'intervento della figlia del capo, Pocahontas, che, stando al suo resoconto, si gettò sul suo corpo: «...al momento dell'esecuzione, lei rischiò la sua stessa testa per salvare la mia; e non fece solo quello, ma persuase così tanto suo padre che fui condotto sano e salvo a Jamestown.».

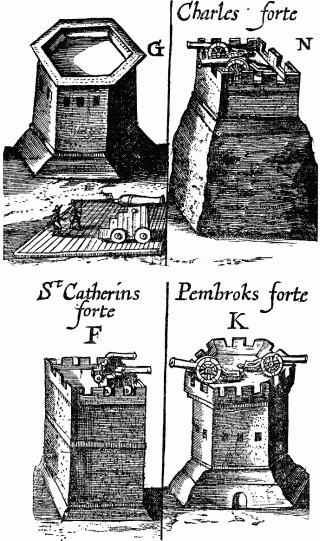
Mappa del Capitano John Smith delle Isole Somers (Bermuda), particolare delle fortificazioni. (1624)

Essendo l'unica versione dei fatti, a cominciare dal 1860 crebbe lo scetticismo sulla veridicità del resoconto di Smith. Una delle ragioni per dubitare del suo resoconto fu data dalla mancanza di riferimenti all'evento nei due libri sulla Virginia che Smith pubblicò ben prima di descrivere il suo salvataggio nel 1616 (quasi dieci anni dopo), in una lettera in cui supplicava la Regina Anna di trattare Pocahontas con dignità. Il ritardo con cui rese pubblico l'episodio fa crescere la possibilità che Smith potesse aver volutamente esagerato o inventato l'evento per migliorare l'immagine di Pocahontas. Tuttavia recentemente è stato messo in risalto il fatto che i primi scritti di Smith fossero principalmente a carattere etnico e geografico e non menzionavano affatto le sue esperienze personali, quindi non ci sarebbe stata nessuna ragione da parte di Smith di far conoscere l'episodio.
L'eminente storico del XIX secolo, Henry Brooks Adams, tentò di ridicolizzare l'eroismo rivendicato da Smith. Egli sostenne che la storia di Pocahontas e Smith era stata progressivamente abbellita e che era costituita da una «...falsità e sfrontatezza senza eguali in tempi moderni». Sebbene vi sia un generale consenso degli storici sulla tendenza di Smith ad esagerare, il suo racconto sembra essere coerente con i fatti basilari della sua vita. L'attacco di Adams a Smith fu piuttosto un tentativo di svilire un'icona della storia del Sud, motivata da considerazioni politiche nella scia della guerra di secessione americana. Adams fu influenzato nello scrivere il suo pamphlet contro Smith da John Palfrey, il quale promuoveva la colonizzazione del New England in opposizione alle colonie del sud come fondatrici dell'America. L'accuratezza dei racconti di Smith ha continuato ad essere oggetto di dibattito per secoli..

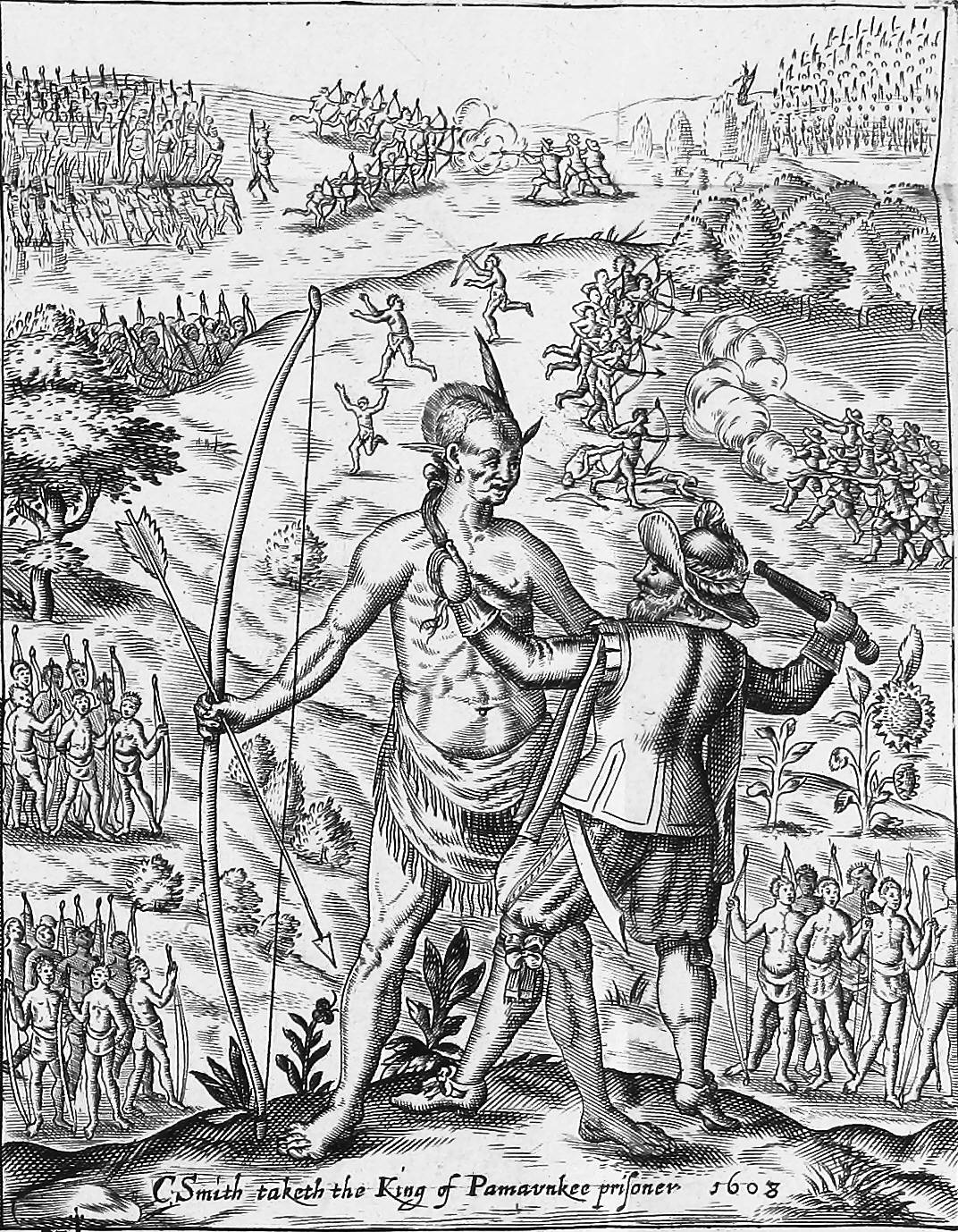
John Smith cattura il re di Pamunkey, incisione da General History of Virginia (1624)

Alcuni esperti hanno suggerito, che sebbene Smith avesse creduto di essere "salvato", di fatto venne coinvolto in un rituale teso a simboleggiare la sua morte e la rinascita come membro della tribù. Tuttavia, in Love and Hate a Jamestown, David A. Price fa notare quanto queste teorie siano solo delle congetture, data la scarsa conoscenza dei rituali Powathan e la mancanza di prove di rituali simili in altre tribù Nordamericane.
Qualunque cosa sia accaduta davvero, quest'incontro diede inizio ad un'amichevole relazione tra la colonia di Smith e i nativi, e Pocahontas visitò spesso l'insediamento. Durante un periodo di carestia della colonia, «...da subito, in quattro o cinque giorni, Pocahontas ed i suoi servitori gli portarono (Smith) così tante provviste che salvarono la vita dei molti che stavano morendo di fame».
Con la successiva espansione dei coloni, tuttavia, alcuni dei Nativi Americani temettero per le loro terre, ed i conflitti riapparvero.
Nel 1608 Pocahontas dovette salvare la vita di Smith una seconda volta. Smith e altri coloni furono invitati amichevolmente a Werowocomoco da Capo Powathan. Erano stati trattati gentilmente e avevano commerciato con gli Indiani, ma persero tempo e dovettero rimanere per la notte. Durante la notte Pocahontas avvertì segretamente John Smith che il padre di lei aveva in mente di spedire degli uomini con del cibo e l'incarico di ucciderli quando avessero deposto le armi per mangiare. Sulla base dell'avvertimento, gl'inglesi tennero pronte le armi anche durante i pasti e nessun attacco avvenne.
In seguito, avendo estremamente bisogno di cibo, Smith lasciò Jamestown per esplorare la regione della baia di Chesapeake; in quell'occasione coprì una distanza di 3000 miglia. Infine fu eletto presidente del locale consiglio nel settembre del 1608 ed istituì una politica di disciplina, incoraggiando l'agricoltura con l'ammonimento di san Paolo: «Colui che non lavora, non mangerà.»
La colonia crebbe sotto la sua leadership. Durante questo periodo, Smith catturò il capo della vicina tribù e, stando al racconto dello stesso Smith: «...presi questo assassino Opechancanough...dalla lunga ciocca della sua testa; e con la mia pistola contro il suo petto, lo portai (fuori dalla sua casa) a forza, e prima che ci separassimo gli feci (accettare di) riempire il nostro veliero con 20 tonnellate di grano.»
Un anno dopo, una guerra su vasta scala scoppiò tra i Powhatan ed i coloni della Virginia. Smith si procurò una seria bruciatura da polvere da sparo dopo che una scintilla spuria finì nella sua polveriera. Fece ritorno in Inghilterra per curarsi nell'ottobre del 1609, e non tornò più in Virginia.

### Nel New England

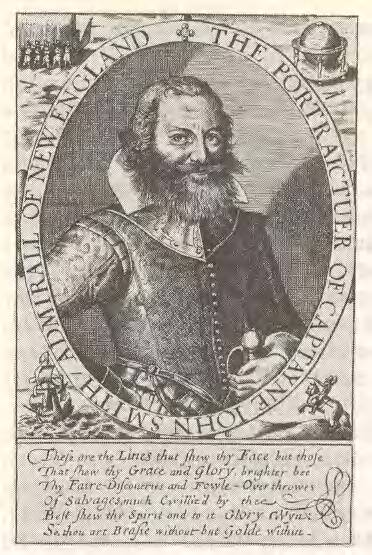
Capitano John Smith, dalla sua mappa del New England (1614)

Nel 1614, Smith ritornò nelle Americhe in un viaggio sulle coste del Maine e della Baia del Massachusetts e chiamò la regione Nuova Inghilterra. Il suo secondo tentativo di viaggio sulla costa del New England, nel 1615, fu interrotto dalla sua cattura ad opera di pirati francesi delle Azzorre. Smith fuggì dopo alcune settimane di prigionia e fece ritorno in Inghilterra, dove pubblicò un resoconto dei suoi due viaggi col titolo Una Descrizione del New England. Non lasciò mai più l'Inghilterra, e trascorse il resto della sua vita a scrivere libri.
Morì a Londra il 21 giugno 1631 a causa di una malattia sconosciuta. Ancora oggi è inumato nella Chiesa di St. Sepulchre-without-Newgate a Londra. In questa chiesa è commemorato in una vetrata della parete sud.

## Opere

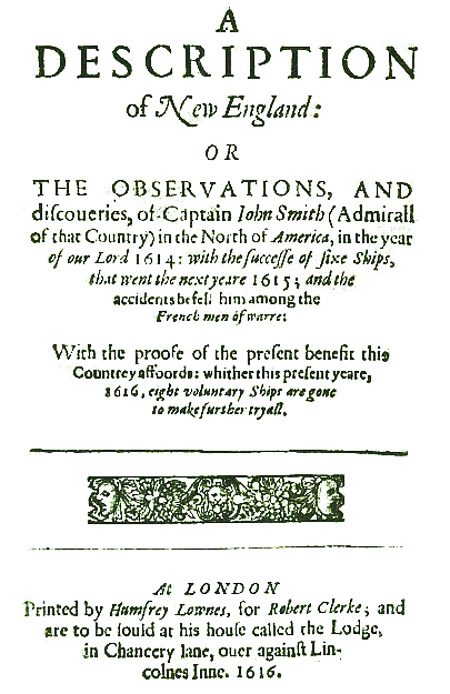
A Description of New England - Frontespizio

- A True Relation of Such Occurrences and Accidents of Noate as Hath Hapned in Virginia (1608)
- A Map of Virginia (1612)
- The Proceedings of the English Colony in Virginia (1612)
- A Description of New England (1616), su digitalcommons.unl.edu.
- New England's Trials (1620, 1622)
- The Generall Historie of Virginia, New-England, and the Summer Isles (1624)
- An Accidence, or the Pathway to Experience Necessary for all Young Seamen (1626)
- A Sea Grammar (1627) - il primo glossario nautico in inglese
- The True Travels, Adventures and Observations of Captain John Smith (1630)
- Advertisements for the Unexperienced Planters of New England, or Anywhere (1631)

## Al cinema
- Nel 1910 John Smith fu interpretato da George Barnes nel film muto Pocahontas.
- Il capitano Smith è stato interpretato da Anthony Dexter in un film a basso budget del 1953, I Conquistatori della Virginia.
- John Smith è uno dei personaggi principali del film Disney Pocahontas e del sequel Pocahontas II - Viaggio nel nuovo mondo.
- Smith e Pocahontas sono inoltre i personaggi principali del film The New World - Il nuovo mondo di Terrence Malick.